# 小行星8461
小行星8461（英語：8461 Sammiepung）是一颗围绕太阳公转的小行星。1981年3月2日，舒爾特·巴斯在赛丁泉山发现了此天体。
这颗小行星的绝对星等为76.85366等。